# Щоголев Олександр Геннадійович
Олександр Геннадійович Щоголев (рос. Александр Геннадиевич Щёголев, 2 квітня 1961, Москва) — російський письменник-фантаст, який працює в жанрах горору та наукової фантастики.

## Біографія
Олександр Щоголев народився в Москві, проте вже в ранньому дитинстві перебрався до Ленінграда. Закінчив Ленінградський інститут авіаційного приладобудування, після чого працював в інституті на кафедрі бортових ЕОМ. Літературну діяльність розпочав у 1987 році, коли в журналі «Аврора» були опубліковані три коротких оповідання автора. У 1988 році опублікована перша повість автора «Клітка для буйних» (рос. Клетка для буйных) у співавторстві з Олександром Тюріним, надалі у співавторстві з Тюріним Щоголев написав також повісті «Програмований хлопчик» (рос. Программируемый мальчик) і «Сітка» (рос. Сеть), а також роман «Доктор Джонс проти Третього Райха» (рос. Доктор Джонс против Третьего Рейха). Першу самостійну повість «Раб» автор видав у 1991 році, а перший самостійно написаний роман «Вільний мисливець» (рос. Свободный Охотник) у 1997 році. У 90-х роках ХХ століття Щоголев видав також низку детективних творів («Любов звіра», 1991; «Ніч, вигадана кимось», 1995; «Ніч назавжди», 1995; «Звір-баба», 2000). Олександр Щоголев також брав участь у низці міжавторських проєктів, зокрема Індіана Джонс і S.T.A.L.K.E.R..

## Премії
- 1992 — премія «Старт» за повість «Клітка для буйних» (разом з Олександром Тюріним)
- 1995 — премія «Бронзовий равлик» за повість «Ніч назавжди»
- 2007 — премія «Полудень» за повість «Господар»
- 2008 — премія «Астрея» за оповідання «Вать машу!»
- 2011 — премія «Полудень» за повість «Пісочниця»

## Вибрана бібліографія

### Романи
- 1996 — Доктор Джонс против Третьего Рейха
- 1997 — Свободный Охотник
- 2002 — Львиная охота
- 2003 — Новая Инквизиция
- 2017 — Ангелы ада

### Повісті
- 1988 — Клетка для буйных
- 1990 — Программируемый мальчик
- 1991 — Раб
- 1991 — Двое на дороге
- 1991 — Сумерки
- 1991 — Любовь зверя
- 1992 — Сеть
- 1992 — Кто звал меня?
- 1992 — Три кита его Земли
- 1993 — Ночь навсегда
- 1993 — Драма замкнутого пространства
- 1995 — Инъекция страха
- 1995 — Ночь навсегда
- 2000 — Пик Жилина
- 2010 — Песочница
- 2012 — Искусство кончать молча
- 2013 — Синдром зоопарка
- 2013 — Читатило
- 2014 — Код рыцаря
- 2014 — Есть ли жизнь в морге
- 2014 — Приют на пепелище

### Збірки
- 1991 — Клетка для буйных
- 1992 — Мания ничтожности
- 1993 — Сеть
- 1997 — Свободный охотник
- 2000 — Зверь-баба